# Torre de vigilancia de la Liga de la Justicia
La Atalaya es el nombre de varias bases utilizadas por la Liga de la Justicia de América en DC Comics y varios otros medios de comunicación. Ha sido representada en cómics de DC como un edificio en la luna de la Tierra y como una estación espacial en órbita en los dibujos animados Liga de la Justicia Ilimitada. Una versión de la torre aparece también en Justice League Action.
La Atalaya debutó en JLA #4 (abril de 1997) durante la etapa de Grant Morrison en la serie. Está construida con prometio y utiliza tecnología muy avanzada marciana, de Thanagar, kryptoniana y de la Tierra. La llegada de Orión y Big Barda añade la tecnología de la Nuevo Génesis y Apokolips a los sistemas interiores.

## Áreas dentro de la Atalaya
Las áreas de la Atalaya fueron mostradas en JLA #16 cuando el supervillano Prometheus hizo su debut y descargó los planos de la Atalaya. Entre ellos:
- "El Salón de la Justicia"
- Auditorio
- Sala del monitor
- Sala de Trofeos
- Armería/Hangar
- Hidropónicos
- Acuario
- Cuartos privados

El acceso a la Atalaya y a sus distintas áreas se ve facilitado por los tubos de teletransportación colocados para un fácil acceso en caso de una emergencia.
La Atalaya fue destruida por Superboy-Prime en JLA #120, y sustituida por El Hall, con base en la Tierra, y la Atalaya Satélite en el espacio.